# (187700) Zagreb
Zagreb (asteroide n.º 187700) (2008 EG8) es un asteroide descubierto el 2 de marzo de 2008 por los hermanos Aleksandar y Stefan Cikota en el Observatorio Astronómico de La Sagra. Su nombre refiere a Zagreb, la capital de Croacia.